# Emmanuel Zairis
Emmanuel Zairis (griechisch Εμμανουήλ Ζαΐρης, * 1876 oder 1878; † 1948) war ein griechischer Maler.

## Biografie

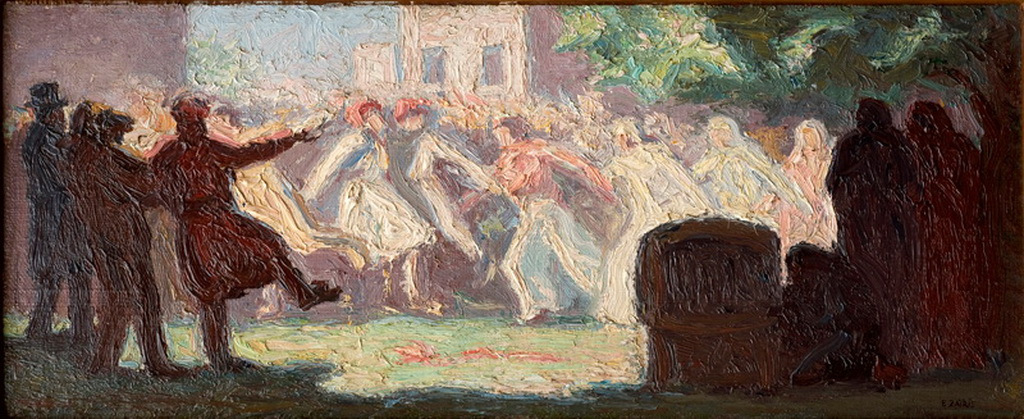
Karneval.

Zairis wurde 1876 oder 1878 in Bodrum im Osmanischen Reich geboren, doch liegen keine Informationen über seine frühen Jahre vor. Im Jahr 1894 ging er nach Bayern, um an der Akademie der Künste in München zu studieren, wo er Schüler von Nikolaus Gysis war. Nach Abschluss seines Studiums blieb er in Deutschland.
Von 1904 bis 1930 nahm Zairis an 22 Ausstellungen im Glaspalast in München teil. Auf der Ausstellung 1913 gewann er die Goldmedaille, und 1921 wurde in München eine Retrospektive seiner Werke veranstaltet. Auf der Suche nach seinem eigenen Stil lebte er eine Zeit lang in Paris.
Nachdem er mehrere Jahre im Ausland verbracht hatte, beschloss er, dauerhaft nach Griechenland zurückzukehren. Im Jahr 1932 wurde er zum Leiter der Zweigstelle der Athener Schule der Künste in Mykonos ernannt. 1934 fand eine Retrospektive seiner Werke in der Zappeion-Halle in Athen statt, wo der Künstler über 250 seiner Werke ausstellte. Zairis nahm an den Panhellenischen Kunstausstellungen von 1938, 1939 und 1940 sowie an der Biennale von Venedig 1936 teil. Er starb 1948 in Mykonos.
In seinen Werken stellte Zairis vor allem arbeitende Menschen mit dem Ziel der sozialen Reflexion dar, in geringerem Maße malte er aber auch Landschaften und Porträts. Er entfernte sich schnell von den Prinzipien der Münchner Akademie und den Prinzipien der Ethnographie und begann im Stil des Realismus zu malen. Er wurde auch vom deutschen Impressionismus beeinflusst, was sich in der Farbgebung seiner Werke zeigt.
Werke von Zairis sind in der Nationalgalerie in Athen sowie in anderen Galerien und Privatsammlungen ausgestellt (Städtische Galerie von Ioannina, Galerie Averoff, Teloglion Foundation of Arts, Galerie Kouvoutsakis usw.).